# Buccinasco
Die Gemeinde Buccinasco befindet sich in der italienischen Provinz Lombardei und ist Teil der Agglomeration von Mailand. Es wohnen 26.618 Einwohner (Stand 31. Dezember 2023) in Buccinasco.

Buccinasco in der Metropolitanstadt Mailand

Die Nachbarorte von Buccinasco sind Mailand, Corsico, Trezzano sul Naviglio, Assago und Zibido San Giacomo.

## Bevölkerungsentwicklung
Buccinasco zählte 2019 insgesamt 11.229 Privathaushalte. Die Einwohnerzahl Buccinascos erhöhte sich in den vergangenen 30 Jahren im Zuge der Suburbanisierung sprunghaft, so stieg zwischen 1991 und 2011 die Einwohnerzahl von 20.085 auf 26.503. Dies entspricht einer prozentualen Zunahme von 31,95 %.
Quelle ISTAT

### Ethnien und Migration
Am 31. Dezember 2019 lebten in Buccinasco 1554 nicht-italienische Staatsbürger. Die meisten von ihnen stammen aus folgenden Ländern:
1. Rumänien – 296
2. Ägypten – 148
3. Ukraine – 108
4. Albanien – 101
5. China – 99
6. Sri Lanka – 94
7. Peru – 84
8. Ecuador – 72
9. El Salvador – 58
10. Moldau – 53